# Katarzyna Pełczyńska-Nałęcz
Katarzyna Pełczyńska-Nałęcz (ur. 26 października 1970 w Warszawie) – polska socjolog i politolog, specjalistka w zakresie problematyki wschodnioeuropejskiej, podsekretarz stanu w Ministerstwie Spraw Zagranicznych (2012–2014), ambasador Polski w Federacji Rosyjskiej (2014–2016), minister funduszy i polityki regionalnej w trzecim rządzie Donalda Tuska (od 2023), I wiceprzewodnicząca Polski 2050 (od 2024).

## Życiorys
Córka Rosjanki Swietłany oraz matematyka Aleksandra Pełczyńskiego. W 1994 ukończyła studia w Instytucie Socjologii Uniwersytetu Warszawskiego. W 1999 w Instytucie Filozofii i Socjologii Polskiej Akademii Nauk obroniła pracę doktorską pt. Aktywność polityczna Polaków 1989–1995.
Po ukończeniu studiów podjęła pracę w IFiS PAN, gdzie pozostawała zatrudniona do 2003. W latach 1992–1995 oraz 1999–2012 była związana z Ośrodkiem Studiów Wschodnich w Warszawie, w którym pełniła m.in. funkcje kierownika działu rosyjskiego oraz zastępcy dyrektora. Od 2011 do 2012 była przedstawicielem OSW w Brukseli oraz koordynatorem wspólnego projektu badawczego OSW i Francuskiego Instytutu Spraw Międzynarodowych. W pracy naukowej i eksperckiej zajmowała się analizą stosunków międzynarodowych na obszarze postradzieckim, sytuacji społeczno-politycznej w Rosji i krajach Europy Wschodniej, a także polityką UE wobec tych państw.
Od 2008 do 2012 zasiadała w Polsko-Rosyjskiej Grupie do Spraw Trudnych, a w latach 2009–2010 w Komitecie Sterującym Forum Społeczeństwa Obywatelskiego Partnerstwa Wschodniego.
W styczniu 2012 została powołana na stanowisko podsekretarza stanu w Ministerstwie Spraw Zagranicznych. Zakończyła urzędowanie w lipcu 2014 w związku z procedurą nominacji na ambasadora RP w Federacji Rosyjskiej. 19 listopada 2014 złożyła listy uwierzytelniające w Moskwie jako nowy ambasador. Odwołana z urzędu ambasadora z dniem 31 lipca 2016. W tym samym roku objęła stanowisko dyrektora programu Otwarta Europa Fundacji im. Stefana Batorego, a następnie funkcję dyrektora think tanku tej fundacji forumIdei. W 2020 znalazła się w sztabie wyborczym kandydata w wyborach prezydenckich Szymona Hołowni. W 2020 objęła stanowisko dyrektora Instytutu Strategie 2050 (działającego przy powołanym przez Szymona Hołownię ruchu Polska 2050), które zajmowała do 2023.
12 grudnia 2023 Sejm X kadencji wybrał ją na urząd ministra funduszy i polityki regionalnej w trzecim rządzie Donalda Tuska. Następnego dnia została przez prezydenta RP Andrzeja Dudę powołana na to stanowisko. W styczniu 2024 została powołana przez prezydenta w skład Rady Dialogu Społecznego. W czerwcu tego samego roku objęła funkcję I wiceprzewodniczącej partii Polska 2050.

## Życie prywatne
Posługuje się językiem angielskim i rosyjskim. Ma troje dzieci.

## Odznaczenia
- Odznaka Honorowa „Bene Merito” – 2010[19]

## Publikacje
- Dokąd sięgają granice Zachodu? Rosyjsko-polskie konflikty strategiczne 1990–2010, OSW, Warszawa, marzec 2010
- Abchazja, Osetia Południowa, Górski Karabach: rozmrożone konflikty pomiędzy Rosją a Zachodem, OSW, Warszawa, lipiec 2008
- Ekspansja Gazpromu w UE – kooperacja czy dominacja, OSW, Warszawa, kwiecień 2008